# Список округов Мэна

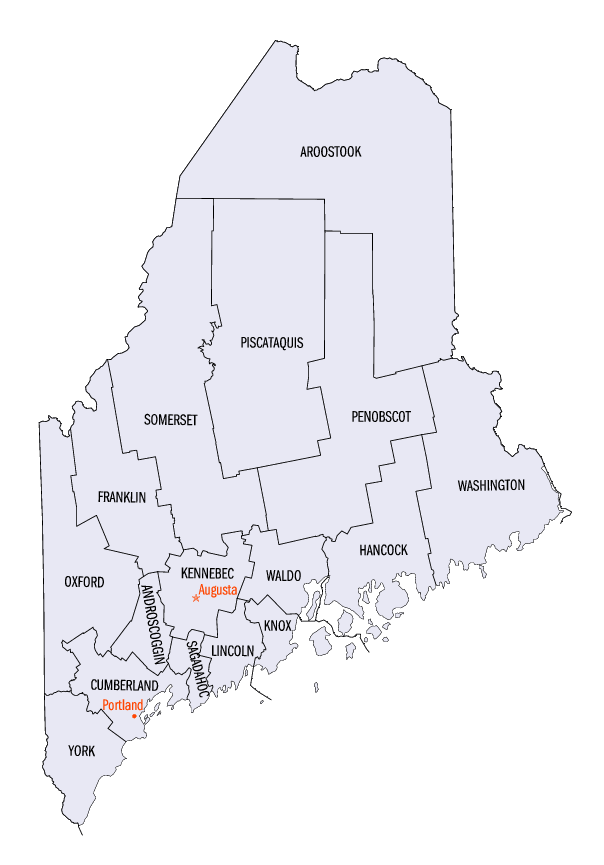
Карта округов штата Мэн

Штат Мэн США включает в себя 16 округов. Первый округ, Йорк, был создан в 1652 году, последний — Нокс, в 1860 году. По данным за 2010 год население штата составляет 1 328 361 человек, таким образом средняя численность населения в округе составляет 83 022 человек. Площадь штата Мэн составляет 79 882 км², таким образом средняя площадь округа составляет 4992 км², и средняя плотность населения — 16,6 чел./км². Наиболее населённым округом является Камберленд. Наименее населённым округом является Пискатакуис. Самым большим округом по площади является Арустук, самым маленьким — Сагадахок.

## Список округов
В списке приведены 16 округов Мэн в алфавитном порядке. Указана численность и плотность населения на 2010 год, площадь, год основания, расположение округа на карте штата и окружные центры. По федеральному стандарту обработки информации (FIPS), каждый округ имеет пятизначный код. Он состоит из кода штата (23 для Мэна) и трёхзначного кода округа, приведённого в таблице. Ссылка с кода в таблице ведёт на страницу результатов переписи населения для каждого округа
| Название                         | FIPS  | Окружной центр  | Год образования | Население (2010) | Площадь, км² (2010)                    | Плотность (чел./км²) | На карте штата |
| -------------------------------- | ----- | --------------- | --------------- | ---------------- | -------------------------------------- | -------------------- | -------------- |
| Андроскоггин Androscoggin County | 23001 | Оберн           | 1854            | 107 702          | 1287 (суша — 1211,9, вода — 75,6)      | 88,9                 |                |
| Арустук Aroostook County         | 23003 | Хоултон         | 1839            | 71 870           | 17 683 (суша — 17278,7, вода — 404,7)  | 4,2                  |                |
| Вашингтон Washington County      | 23029 | Мачайас         | 1790            | 32 856           | 8437 (суша — 6637.3, вода — 1800)      | 5                    |                |
| Йорк York County                 | 23031 | Альфред         | 1652            | 197 131          | 3288 (суша — 2565.9, вода — 722,6)     | 76,8                 |                |
| Камберленд Cumberland County     | 23005 | Портленд        | 1761            | 281 674          | 3153 (суша — 2163,3, вода — 989,9)     | 130,2                |                |
| Кеннебек Kennebec County         | 23011 | Огаста          | 1799            | 122 151          | 2463 (суша — 2246,9, вода — 216,7)     | 54,4                 |                |
| Линкольн Lincoln County          | 23015 | Уискассет       | 1760            | 34 457           | 1812 (суша — 1180,6, вода — 631,4)     | 29,2                 |                |
| Нокс Knox County                 | 23013 | Рокленд         | 1860            | 39 736           | 2962 (суша — 945,7, вода — 2017,1)     | 42                   |                |
| Оксфорд Oxford County            | 23017 | Парис           | 1805            | 57 833           | 5635 (суша — 5379 вода — 256,1)        | 10,8                 |                |
| Пенобскот Penobscot County       | 23019 | Бангор          | 1816            | 153 923          | 9212 (суша — 8799,1, вода — 413,7)     | 17,5                 |                |
| Пискатакуис Piscataquis County   | 23021 | Довер-Фокскрофт | 1838            | 17 535           | 11 338 (суша — 10258,6, вода — 1080,3) | 1,7                  |                |
| Сагадахок Sagadahoc County       | 23023 | Бат             | 1854            | 35 293           | 958 (суша — 657,1, вода — 301,3)       | 53,7                 |                |
| Сомерсет Somerset County         | 23025 | Скаухиган       | 1809            | 52 228           | 10 602 (суша — 10164.2, вода — 438)    | 5,1                  |                |
| Уолдо Waldo County               | 23027 | Белфаст         | 1827            | 38 786           | 2208 (суша — 1890.5, вода — 318,2)     | 20,5                 |                |
| Франклин Franklin County         | 23007 | Фармингтон      | 1838            | 30 768           | 4515 (суша — 4394,2, вода — 121,4)     | 7                    |                |
| Ханкок Hancock County            | 23009 | Элсуэрт         | 1790            | 54 418           | 6073 (суша — 4110, вода — 1963,3)      | 13,2                 |                |